# Driulis González Morales
Driulis González Morales (Guantánamo, Cuba 1973) és una judoka cubana, ja retirada, guanyadora de quatre medalles olímpiques.

## Carrera esportiva
Va participar, als 18 anys, en els Jocs Olímpics d'Estiu de 1992 celebrats a Barcelona (Catalunya), on va aconseguir guanyar la medalla de bronze en la prova femenina de pes lleuger (52-56 kg.). En els Jocs Olímpics d'Estiu de 1996 realitzats a Atlanta (Espanya) aconseguí guanyar la medalla d'or en aquesta mateixa categoria (52-57 kg.), un metall que es transformà en plata en els Jocs Olímpics d'Estiu de 2000 realitzats a Sydney (Austràlia) al pedre la final davant l'espanyola Isabel Fernández. En els Jocs Olímpics d'Estiu de 2004 realitzats a Atenes (Grècia) aconseguí guanyar una nova medalla de bronze, en aquesta ocasió en la prova de pes semi mitjà (57-63 kg.). Participà en els Jocs Olímpics d'Estiu de 2008 realitzats a Pequín (RP Xina), on finalitzà cinquena en el pes semi mitjà.
Al llarg de la seva carrera ha guanyat set medalles en el Campionat del Món de judo, destacant entre elles tres medalles d'or; i tres medalles en els Jocs Panamericans, totes elles d'or.